# Aanslag (oppervlakteverontreiniging)

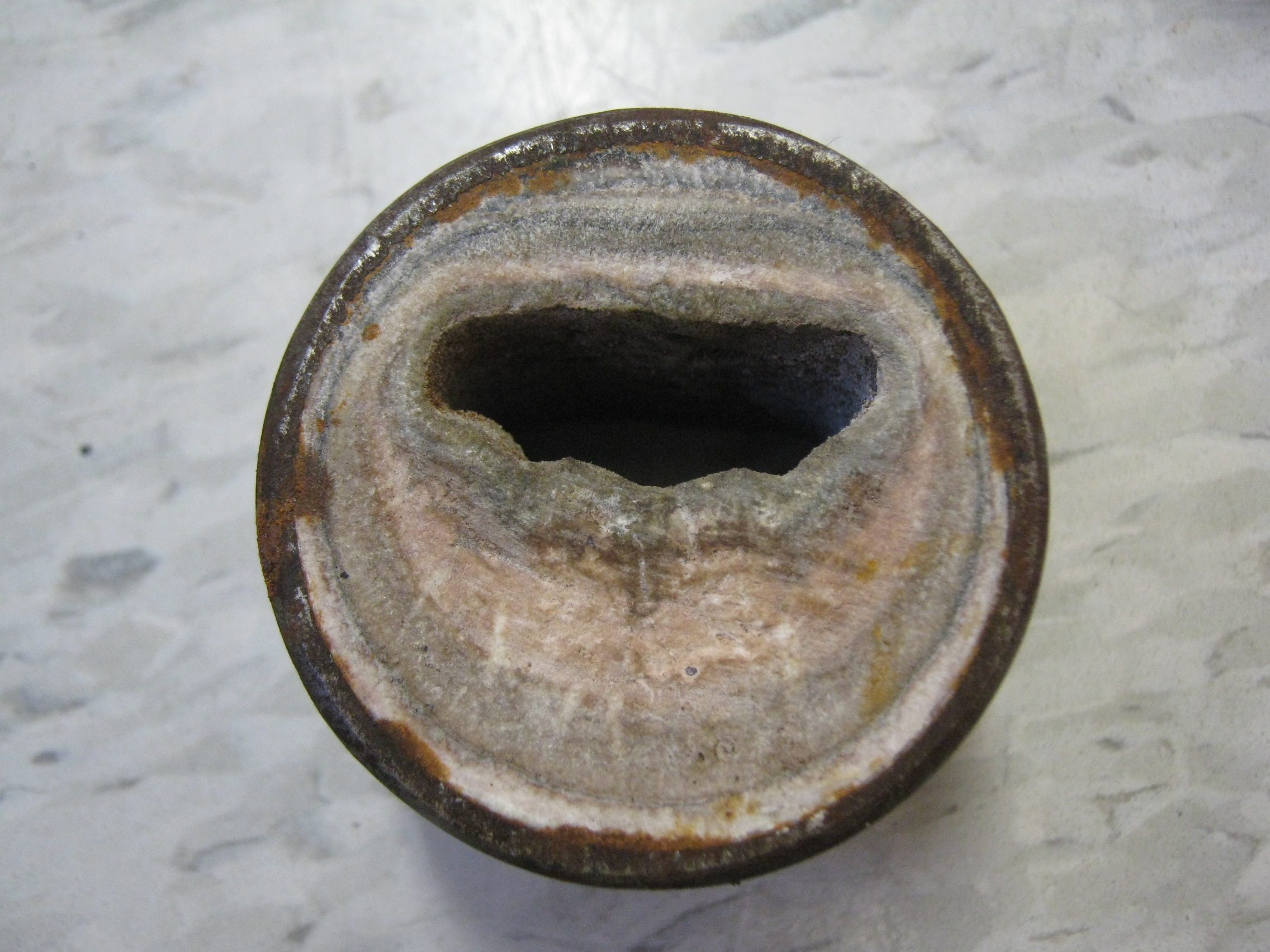
Extreme ketelsteen(kalk)aanslag in een waterleiding

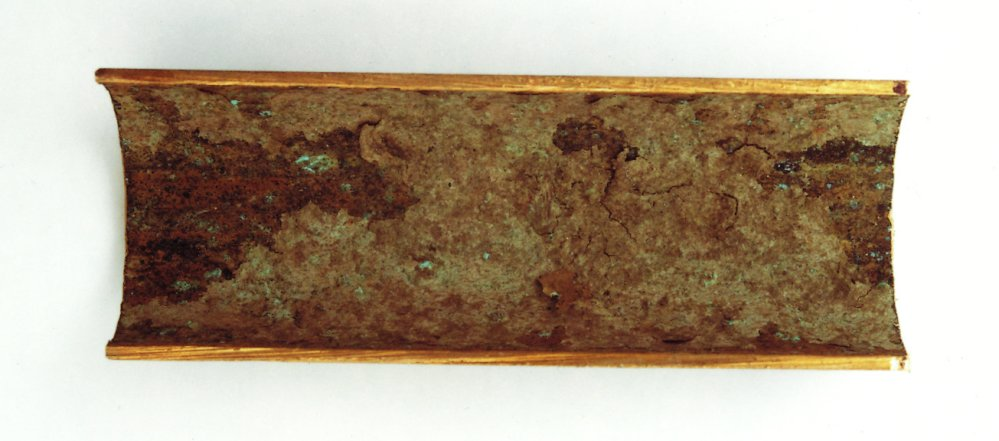
Condensorbuis met resten biologische aanslag (opengesneden)

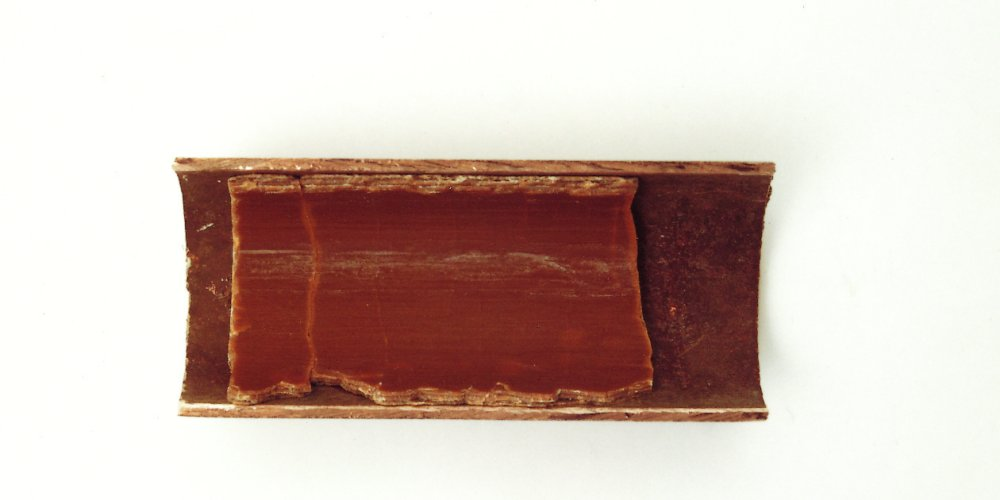
Condensorbuis met calciumcarbonaat aanslag (opengesneden)

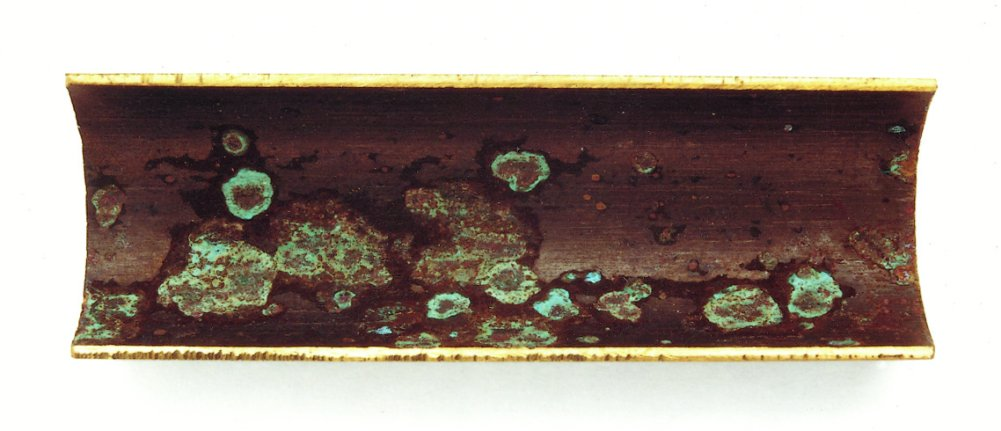
Messing buis met corrosieaanslag (opengesneden)

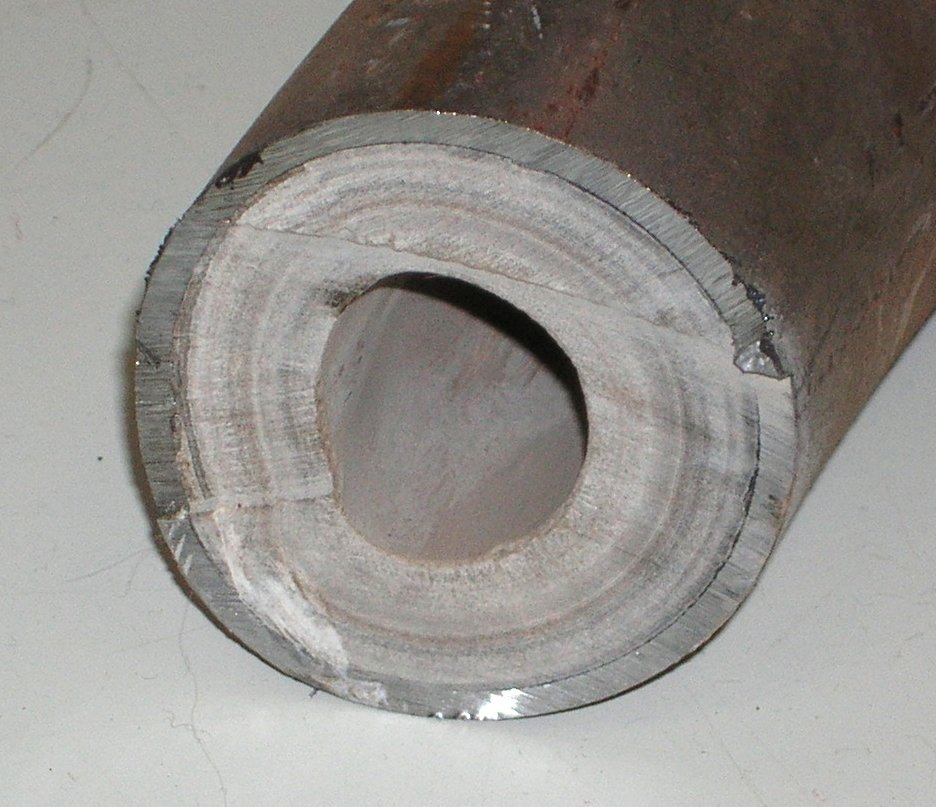
Kalkaanslag in een leiding vermindert zowel de vloeistofstroom door de leiding als de thermische geleiding van de vloeistof naar de buitenste leidingmantel. Beide effecten verminderen het algehele thermische rendement van de leiding bij gebruik als warmtewisselaar.

Aanslag of oppervlakteverontreiniging is de ophoping of van ongewenst materiaal op vaste oppervlakken. Meestal kan de ophoping zich opbouwen tot het object niet meer functioneert.
Andere termen die worden gebruikt om aanslag te beschrijven zijn onder meer vuilafzetting, corrosieaanslag, biologische aanslag, depositie, rijpafzetting (denk hierbij aan de aangeslagen brilglazen), ketelsteenvorming en andere vormen van kalkaanslag, schimmelaanslag, algenaanslag, slakvorming en slibvorming.
Aanslag komt vaak voor en is erg divers; aanslag op scheepsrompen, algenvorming op mosselen in zeewater of op bomen in de buitenlucht, vervuiling van warmteoverdrachtscomponenten door componenten in koelwater of gassen, en zelfs de ontwikkeling van tandplak of tandsteen op tanden of de afzettingen op onder meer zonnepanelen op Mars.
Dit artikel gaat voornamelijk over de aanslag van industriële warmtewisselaars, hoewel dezelfde theorie algemeen van toepassing is op andere soorten oppervlaktevervuiling. In de koeltechniek en andere technische vakgebieden wordt onderscheid gemaakt tussen macro-aanslag ('macrofouling') en micro-aanslag ('microfouling'). Van de twee is micro-aanslag meestal moeilijker te voorkomen en dus belangrijker.

## Aanslag op componenten
Voorbeelden van componenten die onderhevig kunnen zijn aan vervuiling en aanslag, maar ook de bijbehorende gevolgen hiervan zijn:
- Warmtewisselaar-oppervlakken
 verlaagt het thermische rendement, vermindert de warmtestroom, verhoogt de temperatuur aan de warme kant, verlaagt de temperatuur aan de koude kant, verhoogt het gebruik van koelwater;
- Leidingen, stroomkanalen
 vermindert de doorstroming
- Zonnepanelen
 vermindert de hoeveelheid opgewekte elektrische stroom;
- Elektrische verwarmingselementen
 verhoogt de temperatuur van het element, verhoogt corrosie, verkort de levensduur;
- Injectie-/sproeimondstukken (bijv. een mondstuk dat brandstof in een oven spuit)
 onjuiste hoeveelheid geïnjecteerd, misvormde straal, inefficiëntie van componenten
- Venturibuizen, meetflenzen
 onnauwkeurige of onjuiste meting van de stroomsnelheid;
- Pitotbuizen in vliegtuigen
 onnauwkeurige of onjuiste indicatie van de vliegtuigsnelheid;
- Tanden
 bevordert tand- of tandvleesaandoeningen, vermindert het aangezicht